# Лока Дел Мар (Флорида)
Лока Дел Мар (енгл. Boca Del Mar) град је у америчкој савезној држави Флорида.

## Демографија
По попису из 2000. године број становника је 21.832.
| Група             | 2000.          | 2010.    |
| Белци             | 19.136 (87,7%) | 0 (0,0%) |
| Афроамериканци    | 269 (1,2%)     | 0 (0,0%) |
| Азијати           | 410 (1,9%)     | 0 (0,0%) |
| Хиспаноамериканци | 1.782 (8,2%)   | 0 (0,0%) |
| Укупно            | 21.832         | 0        |